# Raymond Chandler
Pour les articles homonymes, voir Chandler.
Œuvres principales
- Le Grand Sommeil
- Adieu, ma jolie
- La Dame du lac
- The Long Goodbye

Raymond Chandler, né le 23 juillet 1888 à Chicago et mort le 26 mars 1959 à San Diego, est un écrivain américain, auteur des romans policiers ayant pour héros le détective privé Philip Marlowe. Son influence sur la littérature policière moderne, et tout particulièrement le roman noir, est aujourd'hui incontestable. Son style, alliant étude psychologique, critique sociale et ironie, a été largement adopté par plusieurs écrivains du genre.

## Biographie

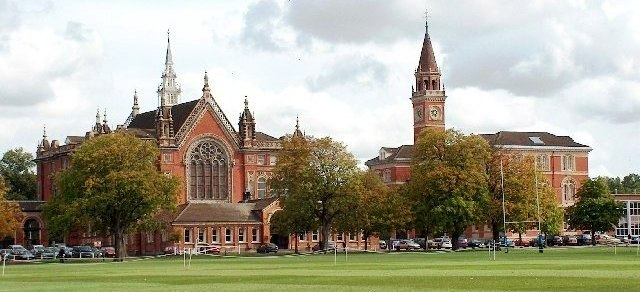
Le Dulwich College en Angleterre.

### Jeunesse
Né à Chicago dans l'Illinois en 1888, Chandler déménage en Grande-Bretagne, avec sa mère, d'origine irlandaise, au cours de l'année qui suit le divorce de ses parents (1895). Inscrit au Dulwich College en 1900 où il est externe jusqu'en 1905, il voyage pendant les vacances en France et en Allemagne.  Il est naturalisé britannique en 1907 afin de pouvoir subir l'examen du service civil. Il réussit cet examen et travaille pendant moins d'un an dans les bureaux de l'Amirauté britannique. De cette époque date la publication de son premier poème. Après avoir démissionné du service civil, Chandler travaille comme pigiste pour divers journaux, dont The Spectator, et continue de composer des poésies de style « romantique tardif ».
Chandler rentre aux États-Unis avec sa mère en 1912 et entreprend un temps des études pour devenir comptable. En 1917, il s'engage dans l'armée canadienne et combat en France. Après l'armistice, il s'installe à Los Angeles et commence une liaison avec une femme de dix-huit ans son ainée, Cissy Pascal, qu'il épousera en 1924 après qu'elle aura divorcé de son mari Julian, un pianiste de concert.
Par la suite, Chandler exerce divers petits métiers : cueilleur d'abricots, employé d'un fabricant de raquettes de tennis.  En 1932, il est vice-président du Dabney Oil Syndicate à Signal Hill en Californie, mais il perd cet emploi lucratif en raison de son alcoolisme et de la Grande Dépression de 1929.

### Débuts littéraires
Lecteur de pulps, il se décide à rédiger des nouvelles policières, espérant sans trop y croire pouvoir gagner sa vie grâce à sa plume. Sa première nouvelle, Blackmailers Don't Shoot, qu'il passe cinq mois à écrire et pour laquelle il touche 180 dollars, paraît dans Black Mask en 1933. Jusqu'en 1938, Chandler en produit une bonne douzaine, dont plusieurs seront en partie reprises ou refondues pour tisser la trame de ses romans.  Le premier, Le Grand Sommeil (The Big Sleep), que l'auteur rédige en trois mois et qu'il publie en 1939, connaît un succès immédiat.  Chandler a alors cinquante ans.
Le Grand Sommeil marque la première apparition d'un héros récurrent, le détective privé de Los Angeles Philip Marlowe, nommé ainsi en l'honneur du dramaturge élisabéthain Christopher Marlowe. Ce fin limier, plutôt taciturne, apparaît proprement dégoûté par l'hypocrisie du milieu ambiant et de la société américaine en général.  Son regard sévère sur cet univers décadent se voit relevé par un humour grinçant et pince-sans-rire.  S'il se révèle à ses heures aussi alcoolique que désabusé, il poursuit avec sagacité la vérité sur les affaires qui lui sont confiées. On retrouve Marlowe dans tous les romans de Chandler et dans deux nouvelles tardives.

### Apogée

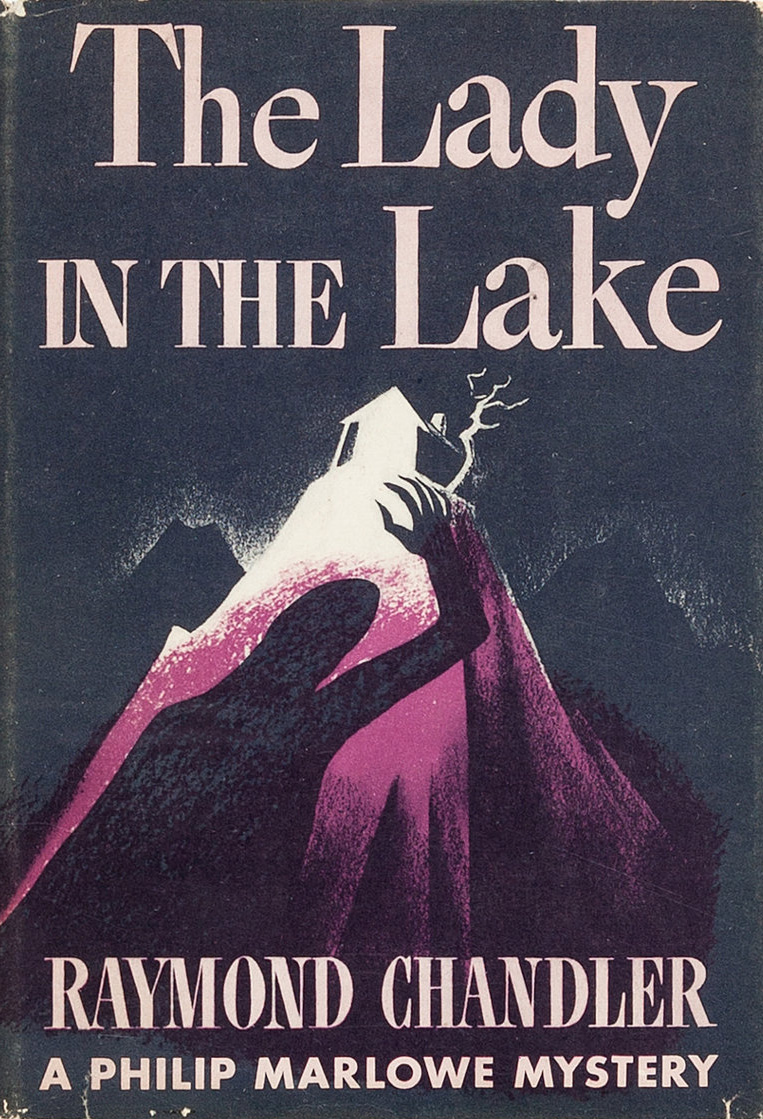
Couverture de la première édition de "The Lady in the Lake", 1943.

Après Le Grand Sommeil, Chandler publie Adieu, ma jolie en 1941, La Grande Fenêtre en 1942 et La Dame du lac en 1943.  Sa célébrité acquise lui ouvre rapidement les portes de Hollywood.  Ses livres sont adaptés au cinéma : Adieu ma belle en 1944 par Edward Dmytryk, Le Grand sommeil par Howard Hawks en 1946, La Dame du lac par Robert Montgomery en 1947, La Grande Fenêtre par John Brahm la même année.
De plus, après la publication de La Dame du lac, Chandler met ses activités de romancier en veilleuse pour se consacrer à l'écriture de scénarios.  Mais jamais il ne participera à l'adaptation d'un de ses livres.
Son premier travail de scénarisation consiste à adapter le roman de James M. Cain Assurance sur la mort (Double Indemnity) (1944) pour Billy Wilder.  La relation entre les deux hommes est difficile et Chandler ira jusqu'à affirmer que sa collaboration avec Wilder avait abrégé ses jours. Le film est cependant un grand succès et récolte sept nominations aux Oscars, dont celle du meilleur film.  Chandler lui-même obtient une nomination à l'Oscar du meilleur scénario adapté.
En 1946, il rédige un premier scénario original qui deviendra le film Le Dahlia bleu (The Blue Dahlia), réalisé en (1946) par George Marshall. Pour la deuxième et dernière fois, Chandler reçoit une nomination aux Oscars. Il rédige un autre scénario original, Playback, qui ne sera pas produit et qu'il transformera ultérieurement en roman.
En 1949, Chandler publie La Petite Sœur, six ans après son précédent roman, une nouvelle aventure de Philip Marlowe qui se déroule en partie à Hollywood.  Il termine sa carrière de scénariste en travaillant avec Alfred Hitchcock sur le film Strangers on a Train, adapté d'un roman de Patricia Highsmith.  Ce fut une collaboration malheureuse, Hitchcock et Chandler ne s'entendant pas du tout.  Bien que le nom de Chandler apparaisse au générique du film, il subsiste sans doute assez peu de son travail à l'écran.
En 1953, Chandler renoue avec Philip Marlowe dans un nouveau livre, The Long good-bye, qui sera porté à l'écran 20 ans plus tard par Robert Altman (Le privé).

### Derniers éclats
Cissy meurt en 1954, à l'âge de 84 ans, plongeant Chandler, alors âgé de 66 ans, dans un profond abattement. Il recommence à boire. La qualité de son écriture s'en ressent et il tente de se suicider en 1955.
En dépit de l'admiration grandissante que lui vouent les milieux littéraires et le grand public, les dernières années de l'écrivain se placent sous le signe d'un état dépressif chronique. Si Chandler parvient à en atténuer les effets pendant un bref séjour en Angleterre, il y retombe plus profondément dès son retour en Californie.
Il meurt d'une pneumonie le 26 mars 1959, laissant derrière lui un roman inachevé intitulé Poodle Spring qui met encore une fois en scène son héros fétiche.  Le livre sera complété en 1989 par Robert B. Parker, un autre écrivain spécialiste du genre.

## Œuvre

### Romans de la sériePhilip Marlowe
- The Big Sleep (1939). Roman fondé sur les nouvelles Killer in the rain (1935) et The curtain (1936). Publié en français sous le titre Le Grand Sommeil, traduit par Boris Vian, Paris, Gallimard, Série noire no 13, 1948 ;  réédition, Paris, Gallimard, La Poche noire no 26, 1967 ; réédition Paris, Gallimard, Carré noir no 106, 1973 ; Paris, Gallimard, Bibliothèque noire, 1992 ; réédition, Paris, Gallimard, Folio no 1865, 1987 ; réédition, Paris, Gallimard, Folio policier no 13, 1998
- Farewell, My Lovely (1940). Roman fondé sur les nouvelles The man who liked dogs (1936), Try the girl (1937) et Mandarin's jade (1937). Publié en français sous le titre Adieu, ma jolie, traduit par Geneviève de Genevraye, Paris, Gallimard, Série noire no 12, 1948 ; réédition, Paris, Gallimard, La Poche noire no 2, 1967 ; réédition, Paris, Gallimard, Carré noir no 135, 1973 ; réédition, Paris, Gallimard, Bibliothèque noire, 1988 ; réédition, Paris, Gallimard, Folio no 1991, 1988 ; réédition, Paris, Gallimard, Folio policier no 123, 2000
- The High Window (en) (1942). Roman fondé sur les nouvelles Bay City blues (1938) et The lady in the lake (1939). Publié en français sous le titre La Grande Fenêtre, traduit par Renée Vavasseur et Marcel Duhamel, Paris, Gallimard, Série noire no 45, 1949 ; réédition, Paris, Gallimard, La Poche noire no 65, 1969 ; réédition, Paris, Gallimard, Carré noir no 305, 1979 ; réédition, Paris, Gallimard, Bibliothèque noire, 1992 ; réédition, Paris, Gallimard, Folio no 2015, 1984 ; réédition, Paris, Gallimard, Folio policier no 78, 1999
- The Lady in the Lake (1943). Roman fondé sur les nouvelles Bay City blues (1938), The lady in the lake (1939) et No crime in the mountains (1941). Publié en français sous le titre La Dame du lac, traduit par Boris et Michèle Vian, Paris, Gallimard, Série noire no 8, 1948 ; réédition, Paris, Gallimard, La Poche noire no 47, 1968 ; réédition, Paris, Gallimard, Carré noir no 297, 1979 ; réédition, Paris, Gallimard, Bibliothèque noire, 1988 ; réédition, Paris, Gallimard, Folio no 1943, 1988 ; réédition, Paris, Gallimard, Folio Plus no 43, 1998 ; réédition, Paris, Gallimard, Folio policier no 138, 2000
- The Little Sister (1949). Quelques passages fondés sur la nouvelle Bay City blues (1938) Publié en français sous le titre Fais pas ta rosière !, traduit par Simone Jacquemont et J.G. Marquet, Paris, Gallimard, Série noire no 64, 1950 ; réédition, Paris, Gallimard, La Poche noire no 141, 1971 ; réédition, Paris, Gallimard, Carré noir no 254, 1977 ; réédition, Paris, Gallimard, Bibliothèque noire, 1992 ; réédition, Paris, Gallimard, Folio no 1799, 1987 ; réédition, Paris, Gallimard, Folio policier no 35, 1998 Publié en français sous le titre La Petite Sœur dans une traduction entièrement revue et complétée par Cyril Laumonier, dans Les Enquêtes de Philip Marlowe, Paris, Gallimard, Quarto, 2013
- The Long Goodbye (1953 en G.-B.), (1954 aux É.-U.) Publié en français sous le titre Sur un air de navaja, traduit dans une version tronquée par Henri Robillot et Janine Hérisson, Paris, Gallimard, Série noire no 221, 1954 ; réédition Paris, La Poche noire no 80, 1969 ; Paris, Gallimard, Carré noir no 315, 1979 ; Paris, Gallimard, Folio no 1849, 1987 Publié en français sous le titre The Long Goodbye dans une traduction intégrale de Henri Robillot et Janine Hérisson, Paris, Gallimard, coll. La Noire, 1992 ; réédition, Paris, Gallimard, Série noire no 2700, 2004 ; réédition, Paris, Gallimard, Folio policier no 524, 2008 Publié en français sous le titre The Long Goodbye dans une traduction intégrale de Henri Robillot et Janine Hérisson, révisée par Cyril Laumonier, Paris, Gallimard, Folio policier no 739, 2014
- Playback (1958). Roman fondé sur un scénario non-produit. Publié en français sous le titre Charades pour écroulés, traduit par Chantal Wourgaft, Paris, Gallimard, Série noire no 515, 1959 ; réédition, Paris, Gallimard, Poche noire no 129, 1970 ; réédition, Paris, Gallimard, Carré noir no 324, 1979 ; réédition, Paris, Gallimard, Bibliothèque noire, 1988 ; réédition, Paris, Gallimard, Folio no 2289, 1991 ; réédition, Paris, Gallimard, Folio policier no 57, 1999 Publié en français sous le titre Playback dans une traduction entièrement revue et complétée par Cyril Laumonier, dans Les Enquêtes de Philip Marlowe, Paris, Gallimard, Quarto, 2013
- Poodle Springs (1959). Roman inachevé ; complété par Robert B. Parker en 1989. Publié en français sous le titre Marlowe emménage, Paris, Gallimard, 1990

### Nouvelles

#### Nouvelles policières
Les nouvelles de Chandler ont été regroupées dans divers recueils contemporains et posthumes à l'auteur. En France, l'intégrale des nouvelles sous le titre Les Ennuis, c'est mon problème est parue dans une traduction révisée en 2009 aux Éditions Omnibus.
- Blackmailers Don't Shoot (1933) [Titre français : Les maîtres chanteurs ne tirent pas ]
- Smart-Aleck Kill (1934) [Titre français : Un crime de jobard ou Un crime fait de chic ]
- Finger Man (1934) [Titre français : L'Indic ou La rousse rafle tout ]
- Killer in the Rain (1935) [Titre français : Un tueur sous la pluie ]
- Nevada Gas (1935) [Titre français : La Mort à roulette]
- Spanish Blood (1935) [Titre français : Du sang espagnol ]
- Guns at Cyrano's (1936) [Titre français : Fusillade ou Fusillade au Cyrano ]
- The Man Who Liked Dogs (1936) [Titre français : L'Homme qui aimait les chiens ou Un mordu]
- Noon Street Nemesis ou Pick up on Noon Street (1936) [Titre français : Rouge sang au Quartier noir ou Coup dur à Noon Street]
- Goldfish (1936) [Titre français : Poissons rouges ]
- The Curtain (1936) [Titre français : Le Rideau ]
- Try the Girl (1937) [Titre français : Cherche la souris ou Déniche la fille]
- Mandarin's Jade (1937) [Titre français : Le Jade du mandarin ]
- Red Wind (1938) [Titre français : Vent rouge ]
- The King in Yellow (1938) [Titre français : Le Roi jaune ou Le Roi en jaune]
- Bay City Blues (1938) [Titre français : Bay City Blues ]
- The Lady in the Lake (1939) [Titre français : La Dame du lac ]
- Pearls Are a Nuisance (1939) [Titre français : Attention aux perles ]
- Trouble is My Business (1939) [Titre français : Les Ennuis, c'est mon problème ]
- I'll Be Waiting (1939) [Titre français : J'attendrai ]
- No Crime in the Mountains (1941) [Titre français : La Paix des cimes ou Blanc comme neige]
- Marlowe Takes on the Syndicate (1959), nouvelle aussi connue sous les titres The Wrong Pigeon ou The Pencil ou Philip Marlowe's Last Case [Titre français : Le Crayon ]

#### Autres nouvelles
- The Bronze Door (1939) [Titre français : La Porte de bronze ]
- Professor Bingo's Snuff (1951) [Titre français : La Reniflette du professeur Bingo ]
- English Summer (1976), nouvelle posthume [Titre français : Un été anglais ]

### Scénarios
- Double Indemnity (1944)
- And Now Tomorrow (1944)
- The Unseen (1945)
- The Blue Dahlia (1946)
- Strangers on a Train (1951)
- Playback, scénario non-produit

### Essais et articles
- The Simple Art of Murder (1944), article
- Writers in Hollywood (1945)
- Critical Notes (1947)
- Oscar Night in Hollywood (1948)
- 10 Greatest Crimes of the Century (1948)
- The Simple Art of Murder (1950), essai fondé en partie sur l'article du même titre
- Ten Percent of Your Life (1952)
- The Detective Story as an Art Form (1959)
- Farewell, My Hollywood (1976), texte posthume